# Negyedik Köztársaság (Franciaország)
A Negyedik Francia Köztársaság Franciaország köztársasági államrendszere volt, amely 1946. október 27. és 1958. október 4. között állt fenn, a negyedik köztársaság alkotmánya alapján. Sok tekintetben a Harmadik Köztársaság (1870–1940) újjáélesztett változata volt, és ugyanazoktól a problémáktól szenvedett, mint elődje. A Negyedik Köztársaság alkotmánya 1946. október 13-án született.
A Negyedik Köztársaság idején a francia gazdaság gyorsan növekedett. A második világháború rombolását követően újjáépítették az ország szociális intézményeit és iparát, és a franciák fontos szerepet töltöttek be az európai integrációban, amely megváltoztatta Európa fejlődését. A Negyedik Köztársaság a legnagyobb eredményeket a szociális reformokban és a gazdaságfejlesztésben érte el. 1946-ban a kormány átfogó társadalombiztosítási rendszert állított fel, amely biztosította a munkanélküli, a rokkantsági és az öregségi nyugdíj ellátásokat és az általános egészségügyi ellátást valamennyi francia polgárnak.
Kísérleteket tettek arra is, hogy megerősítsék a végrehajtó hatalmat és megelőzzék az instabilitást, amely a háború előtt nagy probléma volt, de kevés sikerrel. A Negyedik Köztársaság idején sorban buktak meg a kormányok: 12 év alatt 21 kormánya volt. A kormányzatok képtelenek voltak hatékony döntéseket hozni a dekolonizáció ügyeiben, ami égető kérdéssé vált, mivel Franciaországnak számos gyarmata és függősége volt. Válságok sorozata után, amelyek közt az 1958-as algériai krízis volt a legsúlyosabb, a Negyedik Köztársaság összeomlott. A francia háborús vezető Charles de Gaulle, aki már régen visszavonult, ekkor visszatért a politikába. Ő vezette azt az ideiglenes kormányzatot, amely megkapta a felhatalmazást, hogy új alkotmányt dolgozzon ki. A Negyedik Köztársaságnak az 1958. október 4-én tartott népszavazás vetett véget, és egyben megteremtette a ma is fennálló Ötödik Köztársaságot, amelynek egyik legfontosabb tartóoszlopa a megerősített köztársasági elnöki hatalom.

## Miniszterelnökök
| Miniszterelnök           | Hivatalba lépés      | Párt     |
| ------------------------ | -------------------- | -------- |
| Paul Ramadier            | 1947. január 22.     | SFIO     |
| Robert Schuman           | 1947. november 24.   | MRP      |
| André Marie              | 1948. július 26.     | Radicaux |
| Robert Schuman           | 1948. szeptember 5.  | MRP      |
| Henri Queuille           | 1948. szeptember 11. | Radicaux |
| Georges Bidault          | 1949. október 28.    | MRP      |
| Henri Queuille           | 1950. július 2.      | Radicaux |
| René Pleven              | 1950. július 12.     | UDSR     |
| Henri Queuille           | 1951. március 10.    | Radicaux |
| René Pleven              | 1951. augusztus 11.  | UDSR     |
| Edgar Faure              | 1952. január 20.     | Radicaux |
| Antoine Pinay            | 1952. március 8.     | CNIP     |
| René Mayer               | 1953. január 8.      | Radicaux |
| Joseph Laniel            | 1953. június 27.     | CNIP     |
| Pierre Mendès France     | 1954. június 18.     | Radicaux |
| Edgar Faure              | 1955. február 23.    | Radicaux |
| Guy Mollet               | 1956. január 31.     | SFIO     |
| Maurice Bourgès-Maunoury | 1957. junius 12.     | Radicaux |
| Félix Gaillard           | 1957. november 6.    | Radicaux |
| Pierre Pflimlin          | 1958. május 13.      | MRP      |
| Charles de Gaulle        | 1958. június 1.      | UNR      |
|                          | 1959. január 8.      |          |

## További olvasmányok
- Alexander, Martin, and John FV Keiger. "France and the Algerian War: strategy, operations and diplomacy." Journal of Strategic Studies 25.2 (2002): 1-32.
- Aron, Raymond. France Steadfast and Changing: The Fourth to the Fifth Republic (Harvard University Press, 1960)
- Brogi, Alessandro. A question of self-esteem: the United States and the Cold War choices in France and Italy, 1944–1958 (Greenwood,  2002)
- Connelly, Matthew James. A diplomatic revolution: Algeria's fight for independence and the origins of the post-cold war era (Oxford University Press, 2002)
- Giles, Frank. The locust years: The story of the Fourth French Republic, 1946–1958 (Secker & Warburg, 1991)
- Hitchcock, William I. France Restored: Cold War Diplomacy and the Quest for Leadership in Europe, 1944–1954 ( Univ of North Carolina Press, 1998) Online
- Krasnoff, Lindsay. The Making of Les Bleus: Sport in France, 1958–2010 (2013)
- Larkin, Maurice. France since the Popular Front: Government and People 1936–1986 (1997), scholarly survey
- Lynch, Frances. France and the International Economy: from Vichy to the Treaty of Rome (Routledge, 2006)
- McMillan, James F. Twentieth-Century France: Politics and Society in France 1898–1991 (Oxford University Press, 1992)
- Marshall, D. Bruce.  The French Colonial Myth and Constitution-Making in the Fourth Republic (1973)
- Nord, Philip. France's New Deal: From the Thirties to the Postwar Era (Princeton University Press. 2010)
- Pickles, Dorothy. France, the Fourth Republic (Greenwood Press, 1976)
- Rioux, Jean-Pierre, and Godfrey Rogers. The Fourth Republic, 1944–1958 (Cambridge University Press, 1987), scholarly survey
- Soutou, Georges‐Henri. "France and the Cold War, 1944–63." Diplomacy and Statecraft 12.4 (2001): 35-52.
- Sowerwine, Charles. France since 1870: culture, politics and society (Palgrave, 2001)
- Sutton, Michael. France and the construction of Europe, 1944–2007: the geopolitical imperative (Berghahn Books, 2011)
- Trachtenberg, Marc. "France and NATO, 1949–1991." Journal of Transatlantic Studies 9.3 (2011): 184-194.
- Williams, Philip Maynard. Crisis and Compromise: Politics in the Fourth Republic (1964)
- Williams, Philip Maynard.  Politics in Post-War France: Parties and the Constitution in the Fourth Republic (1954) Online

## Fordítás
- Ez a szócikk részben vagy egészben  a   French Fourth Republic című angol Wikipédia-szócikk ezen változatának fordításán alapul.  Az eredeti cikk szerkesztőit annak laptörténete sorolja fel. Ez a jelzés csupán a megfogalmazás eredetét és a szerzői jogokat jelzi, nem szolgál a cikkben szereplő információk forrásmegjelöléseként.